# Hamburger Sport-Verein 1987-1988
Questa voce raccoglie le informazioni riguardanti l'Hamburger Sport-Verein nelle competizioni ufficiali della stagione 1987-1988.

## Stagione
Nella stagione 1987-1988 l'Amburgo, allenato da Josip Skoblar e Willi Reimann, concluse il campionato di Bundesliga al 6º posto. In Coppa di Germania l'Amburgo fu eliminato in semifinale dal Bochum. In Supercoppa di Germania l'Amburgo perse la finale con dal Bayern Monaco. In Coppa delle Coppe l'Amburgo fu eliminato al secondo turno dall'Ajax.

## Rosa
| N. |                     | Ruolo | Calciatore           |
| -- | ------------------- | ----- | -------------------- |
| 1  | Germania (bandiera) | P     | Richard Golz         |
| 4  | Germania (bandiera) | D     | Carsten Kober        |
| 21 | Germania (bandiera) | C     | Harald Spörl         |
|    | Germania (bandiera) | P     | Jupp Koitka          |
|    | Croazia (bandiera)  | P     | Mladen Pralija       |
|    | Germania (bandiera) | D     | Dietmar Beiersdorfer |
|    | Germania (bandiera) | D     | Thomas Hinz          |
|    | Germania (bandiera) | D     | Ditmar Jakobs        |
|    | Germania (bandiera) | D     | Manfred Kaltz        |
|    | Germania (bandiera) | D     | Josef Klos           |
|    | Belgio (bandiera)   | D     | Gerard Plessers      |

| N. |                     | Ruolo | Calciatore        |
| -- | ------------------- | ----- | ----------------- |
|    | Germania (bandiera) | D     | Klaus Theiss      |
|    | Germania (bandiera) | C     | Uwe Bein          |
|    | Germania (bandiera) | C     | Heinz Gründel     |
|    | Germania (bandiera) | C     | Tobias Homp       |
|    | Germania (bandiera) | C     | Sascha Jusufi     |
|    | Germania (bandiera) | C     | Thomas Kroth      |
|    | Germania (bandiera) | C     | Benno Möhlmann    |
|    | Polonia (bandiera)  | C     | Mirosław Okoński  |
|    | Germania (bandiera) | C     | Thomas von Heesen |
|    | Germania (bandiera) | A     | Manfred Kastl     |
|    | Germania (bandiera) | A     | Bruno Labbadia    |

## Organigramma societario
Area tecnica
- Allenatore: Willi Reimann
- Allenatore in seconda: Gerd-Volker Schock
- Preparatore dei portieri:
- Preparatori atletici:

## Calciomercato

### Sessione estiva
| Acquisti | Acquisti       | Acquisti              | Acquisti |
| R.       | Nome           | da                    | Modalità |
| -------- | -------------- | --------------------- | -------- |
| C        | Benno Möhlmann | Werder Brema          |          |
| C        | Uwe Bein       | Colonia               |          |
| D        | Josef Klos     | ASC Dudweiler         |          |
| D        | Carsten Kober  | Amburgo II            |          |
| P        | Jupp Koitka    | Wattenscheid 09       |          |
| A        | Bruno Labbadia | Darmstadt             |          |
| P        | Mladen Pralija | Hajduk Spalato        |          |
| C        | Harald Spörl   | VfL Frohnlach         |          |
| D        | Klaus Theiss   | Eintracht Francoforte |          |

| Cessioni | Cessioni         | Cessioni               | Cessioni |
| R.       | Nome             | a                      | Modalità |
| -------- | ---------------- | ---------------------- | -------- |
| A        | Walter Laubinger | Bayreuth               |          |
| D        | Paul Caligiuri   | Meppen                 |          |
| A        | Frank Schmöller  | Waldhof Mannheim       |          |
| P        | Uli Stein        | Eintracht Francoforte  |          |
| A        | Ralf Balzis      | Eintracht Francoforte  |          |
| P        | Uwe Hain         | Eintracht Braunschweig |          |
| C        | Peter Lux        | Waldhof Mannheim       |          |

### Sessione invernale
| Acquisti | Acquisti | Acquisti | Acquisti |
| R.       | Nome     | da       | Modalità |
| -------- | -------- | -------- | -------- |

| Cessioni | Cessioni       | Cessioni | Cessioni |
| R.       | Nome           | a        | Modalità |
| -------- | -------------- | -------- | -------- |
| A        | Lothar Dittmer | Homburg  |          |

## Risultati

### Bundesliga

#### Girone di andata
| Arbitro: | Wittke |

|                                           |           |                      |
| Kastl 58’, 61’, 77’ Hinz 64’ Labbadia 88’ | Marcatori | 69’ Bistram 84’ Thon |

| Arbitro: | Assenmacher |

|                                                                 |           |  |
| Matthäus 25’, 87’ Wegmann 45’, 84’ Rummenigge 54’ Wohlfarth 78’ | Marcatori |  |

| Arbitro: | Kautschor |

|                                       |           |                         |
| Labbadia 8’ Kaltz 31’ (rig.) Bein 72’ | Marcatori | 14’, 69’ Drews 50’ Kohn |

| Arbitro: | Dellwing |

|                   |           |                  |
| Lux 73’ Trieb 88’ | Marcatori | 59’, 68’ Okoński |

| Arbitro: | Richmann |

|  |           |                                   |
|  | Marcatori | 30’, 38’ Glesius 68’, 82’ Hermann |

| Arbitro: | Krug |

|  |           |                      |
|  | Marcatori | 33’ Bein 78’ Okoński |

| Arbitro: | Strigel |

|                                                       |           |          |
| Dittmer 14’ Kroth 59’ Labbadia 63’, 73’ Laubinger 83’ | Marcatori | 71’ Kohr |

| Arbitro: | Weber |

|                                |           |                             |
| Eckstein 51’ Jakobs 72’ (aut.) | Marcatori | 56’ Labbadia 64’ von Heesen |

| Arbitro: | Amerell |

|                           |           |                     |
| von Heesen 8’ Dittmer 62’ | Marcatori | 24’ Knäbel 53’ Kree |

| Arbitro: | Schmidhuber |

|                                                                                                |           |                              |
| Rahn 20’, 51’ Hochstätter 21’ Beiersdorfer 24’ (aut.) Criens 74’, 76’ Frontzeck 86’ Thiele 88’ | Marcatori | 8’ Labbadia 47’ (rig.) Kaltz |

| Arbitro: | Scheuerer |

|                                 |           |           |
| Kaltz 42’ Spörl 47’ Okoński 52’ | Marcatori | 76’ Prytz |

| Arbitro: | Werner |

|                                 |           |  |
| Schulz 15’ Balzis 49’ Kraaz 70’ | Marcatori |  |

| Arbitro: | Föckler |

|                                      |           |  |
| Kroth 19’ von Heesen 35’ Okoński 80’ | Marcatori |  |

| Arbitro: | Wittke |

|           |           |  |
| Allofs 6’ | Marcatori |  |

| Arbitro: | Gabor |

|                         |           |  |
| Täuber 78’ Schreier 86’ | Marcatori |  |

| Amburgo 14 novembre 1987, ore 15:30 CET 16ª giornata | Amburgo | 0 – 0 referto | Werder Brema | Volksparkstadion (34 600 spett.)\| Arbitro: \| Wiesel \| |
| Arbitro:                                             | Wiesel  |               |              |                                                          |

| Arbitro: | Brehm |

|                           |           |                                               |
| Dickel 11’ Pagelsdorf 41’ | Marcatori | 6’ Beiersdorfer 34’ (rig.) Kaltz 43’ Labbadia |

#### Girone di ritorno
| Arbitro: | Brückner |

|            |           |  |
| Hannes 80’ | Marcatori |  |

| Arbitro: | Dellwing |

|                          |           |                              |
| von Heesen 52’ Kroth 66’ | Marcatori | 23’ Augenthaler 75’ Matthäus |

| Arbitro: | Kruse |

|                            |           |                  |
| Dierßen 60’, 82’ Reich 69’ | Marcatori | 73’ (rig.) Kaltz |

| Arbitro: | Theobald |

|                  |           |         |
| Beiersdorfer 53’ | Marcatori | 48’ Lux |

| Karlsruhe 5 marzo 1988, ore 15:30 CET 22ª giornata | Karlsruhe | 0 – 0 referto | Amburgo | Wildparkstadion (15 000 spett.)\| Arbitro: \| Broska \| |
| Arbitro:                                           | Broska    |               |         |                                                         |

| Arbitro: | Weber |

|                        |           |            |
| Kastl 45’ Plessers 88’ | Marcatori | 41’ Kelsch |

| Arbitro: | Assenmacher |

|  |           |                                   |
|  | Marcatori | 21’ Beiersdorfer 84’, 87’ Okoński |

| Arbitro: | Werner |

|                           |           |                   |
| Möhlmann 35’ Labbadia 69’ | Marcatori | 33’, 40’ Eckstein |

| Arbitro: | Tritschler |

|                                    |           |  |
| Iwan 13’ Leifeld 24’, 55’ Nehl 73’ | Marcatori |  |

| Arbitro: | Dellwing |

|                         |           |          |
| von Heesen 44’ Bein 84’ | Marcatori | 65’ Rahn |

| Arbitro: | Neuner |

|                  |           |          |
| Prytz 24’ (rig.) | Marcatori | 41’ Bein |

| Arbitro: | Ahlenfelder |

|                |           |                            |
| Kastl 12’, 66’ | Marcatori | 73’ Schlindwein 83’ Balzis |

| Arbitro: | Pauly |

|                                                          |           |               |
| Walter 1’ Kober 16’ (aut.) Schäfer 24’ Allgöwer 50’, 72’ | Marcatori | 7’ von Heesen |

| Arbitro: | Matheis |

|                             |           |  |
| Spörl 11’, 35’ Labbadia 89’ | Marcatori |  |

| Arbitro: | Tritschler |

|                        |           |                                 |
| Kastl 7’ Bein 12’, 79’ | Marcatori | 46’ Götz 82’ (rig.) Falkenmayer |

| Arbitro: | Umbach |

|           |           |                                         |
| Meier 37’ | Marcatori | 39’ Möhlmann 70’ Bein 77’, 87’ Labbadia |

| Arbitro: | Boos |

|                                                        |           |                              |
| Kaltz 66’ (rig.), 81’ (rig.) von Heesen 75’ Jakobs 89’ | Marcatori | 54’ Storck 58’ Zorc 74’ Mill |

### Coppa di Germania
| Arbitro: | Boos |

|                                        |           |  |
| Kaltz 15’ (rig.) Gründel 34’ Kastl 73’ | Marcatori |  |

| Arbitro: | Zimmermann |

|           |           |                                    |
| Eilts 73’ | Marcatori | 43’ Kaltz 62’ Dittmer 68’ Labbadia |

| Arbitro: | Schmidhuber |

|           |           |                               |
| Moser 66’ | Marcatori | 41’ Jakobs 76’ (rig.) Okoński |

| Arbitro: | Föckler |

|                      |           |              |
| Kastl 6’ Gründel 45’ | Marcatori | 59’ Matthäus |

| Arbitro: | Scheuerer |

|                   |           |  |
| Kree 27’ Iwan 60’ | Marcatori |  |

### Supercoppa di Germania
| Arbitro: | Pauly |

|                  |           |             |
| Wegmann 60’, 87’ | Marcatori | 39’ Okoński |

### Coppa delle Coppe
| Arbitro: | Constantin |

|  |           |                                                        |
|  | Marcatori | 9’, 70’ Labbadia 44’ Laubinger 58’ Okoński 83’ Dittmer |

| Arbitro: | Damgaard |

|                                 |           |  |
| Kroth 9’ Kaltz 72’ Labbadia 82’ | Marcatori |  |

| Arbitro: | Wöhrer |

|  |           |            |
|  | Marcatori | 52’ Meijer |

| Arbitro: | Courtney |

|                       |           |  |
| Mühren 13’ Meijer 83’ | Marcatori |  |

## Statistiche

### Statistiche di squadra
| Competizione           | Punti | In casa | In casa | In casa | In casa | In casa | In casa | In trasferta | In trasferta | In trasferta | In trasferta | In trasferta | In trasferta | Totale | Totale | Totale | Totale | Totale | Totale | DR |
| Competizione           | Punti | G       | V       | N       | P       | Gf      | Gs      | G            | V            | N            | P            | Gf           | Gs           | G      | V      | N      | P      | Gf     | Gs     | DR |
| ---------------------- | ----- | ------- | ------- | ------- | ------- | ------- | ------- | ------------ | ------------ | ------------ | ------------ | ------------ | ------------ | ------ | ------ | ------ | ------ | ------ | ------ | -- |
| Bundesliga             | 37    | 17      | 9       | 7       | 1       | 42      | 27      | 17           | 4            | 4            | 9            | 21           | 41           | 34     | 13     | 11     | 10     | 63     | 68     | -5 |
| Coppa di Germania      | -     | 2       | 2       | 0       | 0       | 5       | 1       | 3            | 2            | 0            | 1            | 5            | 4            | 5      | 4      | 0      | 1      | 10     | 5      | +5 |
| Supercoppa di Germania | -     | 0       | 0       | 0       | 0       | 0       | 0       | 1            | 0            | 0            | 1            | 1            | 2            | 1      | 0      | 0      | 1      | 1      | 2      | -1 |
| Coppa delle Coppe      | -     | 2       | 1       | 0       | 1       | 3       | 1       | 2            | 1            | 0            | 1            | 5            | 2            | 4      | 2      | 0      | 2      | 8      | 3      | +5 |
| Totale                 | 37    | 21      | 12      | 7       | 2       | 50      | 29      | 23           | 7            | 4            | 12           | 32           | 49           | 44     | 19     | 11     | 14     | 82     | 78     | +4 |

### Andamento in campionato
| Giornata  | 1 | 2  | 3  | 4  | 5  | 6  | 7 | 8 | 9 | 10 | 11 | 12 | 13 | 14 | 15 | 16 | 17 | 18 | 19 | 20 | 21 | 22 | 23 | 24 | 25 | 26 | 27 | 28 | 29 | 30 | 31 | 32 | 33 | 34 |
| --------- | - | -- | -- | -- | -- | -- | - | - | - | -- | -- | -- | -- | -- | -- | -- | -- | -- | -- | -- | -- | -- | -- | -- | -- | -- | -- | -- | -- | -- | -- | -- | -- | -- |
| Luogo     | C | T  | C  | T  | C  | T  | C | T | C | T  | C  | T  | C  | T  | T  | C  | T  | T  | C  | T  | C  | T  | C  | T  | C  | T  | C  | T  | C  | T  | C  | C  | T  | C  |
| Risultato | V | P  | N  | N  | P  | V  | V | N | N | P  | V  | P  | V  | P  | P  | N  | V  | P  | N  | P  | N  | N  | V  | V  | N  | P  | V  | N  | N  | P  | V  | V  | V  | V  |
| Posizione | 1 | 11 | 11 | 10 | 16 | 10 | 7 | 8 | 8 | 8  | 7  | 7  | 6  | 8  | 9  | 10 | 8  | 9  | 8  | 9  | 9  | 9  | 8  | 7  | 8  | 8  | 7  | 8  | 8  | 8  | 7  | 6  | 6  | 6  |

Legenda:

Luogo: C = Casa; T = Trasferta. Risultato: V = Vittoria; N = Pareggio; P = Sconfitta.

### Statistiche dei giocatori
| Giocatore       | Bundesliga | Bundesliga | Bundesliga  | Bundesliga | Coppa di Germania | Coppa di Germania | Coppa di Germania | Coppa di Germania | Supercoppa di Germania | Supercoppa di Germania | Supercoppa di Germania | Supercoppa di Germania | Coppa delle Coppe | Coppa delle Coppe | Coppa delle Coppe | Coppa delle Coppe | Totale   | Totale | Totale      | Totale     |
| Giocatore       | Presenze   | Reti       | Ammonizioni | Espulsioni | Presenze          | Reti              | Ammonizioni       | Espulsioni        | Presenze               | Reti                   | Ammonizioni            | Espulsioni             | Presenze          | Reti              | Ammonizioni       | Espulsioni        | Presenze | Reti   | Ammonizioni | Espulsioni |
| --------------- | ---------- | ---------- | ----------- | ---------- | ----------------- | ----------------- | ----------------- | ----------------- | ---------------------- | ---------------------- | ---------------------- | ---------------------- | ----------------- | ----------------- | ----------------- | ----------------- | -------- | ------ | ----------- | ---------- |
| D. Beiersdorfer | 30         | 3          | 6           | 0          | 5                 | 0                 | 0                 | 0                 | 1                      | 0                      | 0                      | 0                      | 4                 | 0                 | 0                 | 0                 | 40       | 3      | 6           | 0          |
| U. Bein         | 24         | 7          | 1           | 0          | 3                 | 0                 | 0                 | 0                 | 0                      | 0                      | 0                      | 0                      | 4                 | 0                 | 0                 | 0                 | 31       | 7      | 1           | 0          |
| P. Caligiuri    | 0          | 0          | 0           | 0          | 0                 | 0                 | 0                 | 0                 | 0                      | 0                      | 0                      | 0                      | 0                 | 0                 | 0                 | 0                 | 0        | 0      | 0           | 0          |
| L. Dittmer      | 14         | 2          | 1           | 0          | 2                 | 1                 | 0                 | 0                 | 0                      | 0                      | 0                      | 0                      | 3                 | 1                 | 0                 | 0                 | 19       | 4      | 1           | 0          |
| R. Golz         | 5          | 0          | 0           | 0          | 0                 | 0                 | 0                 | 0                 | 1                      | 0                      | 0                      | 0                      | 1                 | 0                 | 0                 | 0                 | 7        | 0      | 0           | 0          |
| H. Gründel      | 15         | 0          | 2           | 0          | 4                 | 2                 | 1                 | 0                 | 0                      | 0                      | 0                      | 0                      | 0                 | 0                 | 0                 | 0                 | 19       | 2      | 3           | 0          |
| T. Hinz         | 18         | 1          | 2           | 0          | 2                 | 0                 | 0                 | 0                 | 1                      | 0                      | 0                      | 0                      | 4                 | 0                 | 0                 | 0                 | 25       | 1      | 2           | 0          |
| T. Homp         | 16         | 0          | 1           | 0          | 3                 | 0                 | 1                 | 0                 | 0                      | 0                      | 0                      | 0                      | 0                 | 0                 | 0                 | 0                 | 19       | 0      | 2           | 0          |
| D. Jakobs       | 28         | 1          | 7           | 0          | 5                 | 1                 | 1                 | 0                 | 1                      | 0                      | 0                      | 0                      | 3                 | 0                 | 0                 | 0                 | 37       | 2      | 8           | 0          |
| S. Jusufi       | 15         | 0          | 0           | 0          | 3                 | 0                 | 0                 | 0                 | 1                      | 0                      | 0                      | 0                      | 0                 | 0                 | 0                 | 0                 | 19       | 0      | 0           | 0          |
| M. Kaltz        | 33         | 7          | 4           | 0          | 4                 | 2                 | 0                 | 0                 | 1                      | 0                      | 0                      | 0                      | 4                 | 1                 | 0                 | 0                 | 42       | 10     | 4           | 0          |
| M. Kastl        | 18         | 7          | 0           | 0          | 3                 | 2                 | 0                 | 0                 | 1                      | 0                      | 0                      | 0                      | 0                 | 0                 | 0                 | 0                 | 22       | 9      | 0           | 0          |
| J. Klos         | 0          | 0          | 0           | 0          | 0                 | 0                 | 0                 | 0                 | 0                      | 0                      | 0                      | 0                      | 1                 | 0                 | 0                 | 0                 | 1        | 0      | 0           | 0          |
| C. Kober        | 16         | 0          | 2           | 0          | 1                 | 0                 | 0                 | 0                 | 1                      | 0                      | 0                      | 0                      | 2                 | 0                 | 0                 | 0                 | 20       | 0      | 2           | 0          |
| J. Koitka       | 16         | 0          | 0           | 0          | 3                 | 0                 | 0                 | 0                 | 0                      | 0                      | 0                      | 0                      | 0                 | 0                 | 0                 | 0                 | 19       | 0      | 0           | 0          |
| T. Kroth        | 23         | 3          | 2           | 0          | 3                 | 0                 | 0                 | 0                 | 1                      | 0                      | 0                      | 0                      | 4                 | 1                 | 0                 | 0                 | 31       | 4      | 2           | 0          |
| B. Labbadia     | 31         | 11         | 3           | 0          | 2                 | 1                 | 1                 | 0                 | 0                      | 0                      | 0                      | 0                      | 4                 | 3                 | 0                 | 0                 | 37       | 15     | 4           | 0          |
| W. Laubinger    | 5          | 1          | 0           | 0          | 0                 | 0                 | 0                 | 0                 | 0                      | 0                      | 0                      | 0                      | 2                 | 1                 | 0                 | 0                 | 7        | 2      | 0           | 0          |
| B. Möhlmann     | 19         | 2          | 2           | 0          | 3                 | 0                 | 0                 | 0                 | 0                      | 0                      | 0                      | 0                      | 0                 | 0                 | 0                 | 0                 | 22       | 2      | 2           | 0          |
| M. Okoński      | 30         | 7          | 1           | 0          | 5                 | 1                 | 0                 | 0                 | 1                      | 1                      | 0                      | 0                      | 4                 | 1                 | 0                 | 0                 | 40       | 10     | 1           | 0          |
| G. Plessers     | 17         | 1          | 4           | 0          | 3                 | 0                 | 1                 | 0                 | 0                      | 0                      | 0                      | 0                      | 0                 | 0                 | 0                 | 0                 | 20       | 1      | 5           | 0          |
| M. Pralija      | 14         | 0          | 1           | 0          | 2                 | 0                 | 0                 | 0                 | 0                      | 0                      | 0                      | 0                      | 3                 | 0                 | 0                 | 0                 | 19       | 0      | 1           | 0          |
| F. Schmöller    | 0          | 0          | 0           | 0          | 0                 | 0                 | 0                 | 0                 | 1                      | 0                      | 0                      | 0                      | 0                 | 0                 | 0                 | 0                 | 1        | 0      | 0           | 0          |
| H. Spörl        | 17         | 3          | 0           | 0          | 4                 | 0                 | 0                 | 0                 | 0                      | 0                      | 0                      | 0                      | 3                 | 0                 | 0                 | 0                 | 24       | 3      | 0           | 0          |
| U. Stein        | 0          | 0          | 0           | 0          | 0                 | 0                 | 0                 | 0                 | 1                      | 0                      | 0                      | 1                      | 0                 | 0                 | 0                 | 0                 | 1        | 0      | 0           | 1          |
| K. Theiss       | 0          | 0          | 0           | 0          | 1                 | 0                 | 0                 | 0                 | 0                      | 0                      | 0                      | 0                      | 0                 | 0                 | 0                 | 0                 | 1        | 0      | 0           | 0          |
| T. von Heesen   | 31         | 7          | 4           | 0          | 4                 | 0                 | 0                 | 0                 | 1                      | 0                      | 0                      | 0                      | 4                 | 0                 | 0                 | 0                 | 40       | 7      | 4           | 0          |